# Peiman Ghasem-khani
 (janvier 2017).
Si vous disposez d'ouvrages ou d'articles de référence ou si vous connaissez des sites web de qualité traitant du thème abordé ici, merci de compléter l'article en donnant les références utiles à sa vérifiabilité et en les liant à la section « Notes et références ».
Peyman Ghasemkhani (en persan: پیمان قاسم خانی), né le 20 janvier 1966 à Téhéran, est un scénariste iranien.

## Filmographie (comme scénariste)
| Film                          | Réalisateur         | Année       |
| ----------------------------- | ------------------- | ----------- |
| Mard-e Hezar Chehreh          | Mehran Modiri       | 2008        |
| Neqab                         | Kazem Rastgoftar    | 2007        |
| Bagh-e Mozaffar (Série télé)  | Mehran Modiri       | 2006 - 2007 |
| Shabhaye Barareh (Série télé) | Mehran Modiri       | 2005 - 2006 |
| Marmoulak                     | Kamal Tabrizi       | 2004        |
| Maxx                          | Saman Moghaddam     | 2004        |
| Pavarchin (Série télé)        | Mehran Modiri       | 2003        |
| Nan, eshgh va motor-e hezar   | Abolhassan Davoudi  | 2002        |
| Dokhtari ba kafsh-haye katani | Rasoul Sadr Ameli   | 1999        |
| Asheghaneh                    | Alireza Davoudnejad | 1996        |
| Bou-ye khoshe zendegi         | Abolhassan Davoudi  | 1995        |
| Man zamin ra doost daram      | Abolhassan Davoudi  | 1994        |

## Prix
- Simorgh de cristal du meilleur scénario (Marmoulak) au 22e

Festival du Film Fajr

## Vie personnelle
- Sa femme, Bahareh Rahnama, est une actrice.
- Son frère Mehrab Ghasemkhani est aussi un scénariste.
- Sa belle-sœur Shaghayegh Dehghan est une actrice.